# 공간 분석
공간 분석(Spatial analysis)은 토폴로지, 기하학적 또는 지리적 속성을 사용하여 엔터티를 연구하는 공식적인 기술 중 하나이다. 공간 분석에는 다양한 분석 접근 방식, 특히 공간 통계를 사용하는 다양한 기술이 포함된다. 이는 우주의 은하 배치에 대한 연구를 통해 천문학과 같은 다양한 분야에 적용될 수도 있고, 복잡한 배선 구조를 구축하기 위해 "배치 및 경로" 알고리즘을 사용하는 칩 제조 엔지니어링에 적용될 수도 있다. 좀 더 제한된 의미에서 공간 분석은 인간 규모의 구조물에 적용되는 기술인 지리공간 분석이며, 특히 지리 데이터 분석에 사용된다. 이는 전사체학 데이터와 같이 유전체학에도 적용될 수 있다.
공간 분석에서는 복잡한 문제가 발생하는데, 그 중 다수는 명확하게 정의되지도 않고 완전히 해결되지도 않지만 현재 연구의 기초를 형성한다. 이들 중 가장 근본적인 문제는 연구 대상 개체의 공간적 위치를 정의하는 문제이다. 공간 분석 기술의 분류는 관련된 연구 분야가 다양하고 선택할 수 있는 기본 접근 방식이 다르며 데이터가 취할 수 있는 형태가 다양하기 때문에 어렵다.

## 같이 보기
- 버퍼 (GIS)
- 지도학
- 지리정보과학
- 수리통계학
- 지리 정보 시스템